# Valeria Solarino
Valeria Solarino (Barcelona, 4 novembre 1978) è un'attrice italiana.

## Biografia
Nata in Venezuela da genitori italiani temporaneamente espatriati per lavoro, cresce poi a Torino, città d'origine di sua madre e che considera la propria città d'appartenenza. Qui si diploma e comincia a frequentare la facoltà di filosofia all'università, che poi abbandona per dedicarsi alla recitazione studiando presso la scuola del locale Teatro Stabile. Dopo qualche esperienza sul palcoscenico viene notata e scelta da Mimmo Calopresti per un piccolo ruolo nel film La felicità non costa niente (2003). È l'inizio di una rapida carriera: nello stesso anno interpreta il ruolo di Maja nel film Fame chimica di Paolo Vari e Antonio Bocola e, sempre nel 2003, veste i panni di Bea, una delle ragazze conosciute dai tre giovani protagonisti di Che ne sarà di noi di Giovanni Veronesi, colui che, peraltro, da allora diventerà il suo compagno di vita.
Il 2005 è l'anno della consacrazione: interpreta il ruolo di Linda, accanto a Fabio Volo nel film La febbre di Alessandro D'Alatri. L'anno dopo recita ne Viaggio segreto di Roberto Andò. Nel 2008 è candidata al David di Donatello per la migliore attrice protagonista per Signorina Effe di Wilma Labate, mentre l'anno seguente ottiene vari riconoscimenti per l'interpretazione di Angela in Viola di mare. Nel 2010 recita in Vallanzasca - Gli angeli del male nella parte di Consuelo, ruolo a cui segue l'anno successivo Ruggine. Nel 2013 partecipa alla seconda stagione della serie televisiva Una grande famiglia nel ruolo di Giovanna. Dal 2014 al 2017 è impegnata nella trilogia di Smetto quando voglio diretta da Sydney Sibilia.

## Filmografia

### Cinema
- La felicità non costa niente, regia di Mimmo Calopresti (2003)
- Fame chimica, regia di Antonio Bacola e Paolo Vari (2003)
- Che ne sarà di noi, regia di Giovanni Veronesi (2003)
- Garage madama, regia di Nicola Rondolino – cortometraggio (2003)
- La febbre, regia di Alessandro D'Alatri (2005)
- Viaggio segreto, regia di Roberto Andò (2006)
- La moglie, regia di Andrea Zaccariello – cortometraggio (2006)
- Manuale d'amore 2 - Capitoli successivi, regia di Giovanni Veronesi (2007)
- Valzer, regia di Salvatore Maira (2007)
- Signorina Effe, regia di Wilma Labate (2007)
- Italians, regia di Giovanni Veronesi (2009)
- Holy Money, regia di Maxime Alexandre (2009)
- Viola di mare, regia di Donatella Maiorca (2009)
- Genitori & figli - Agitare bene prima dell'uso, regia di Giovanni Veronesi (2010)
- Vallanzasca - Gli angeli del male, regia di Michele Placido (2010)
- Niente orchidee, regia di Simone Godano e Leonardo Godano – cortometraggio (2010)
- Manuale d'amore 3, regia di Giovanni Veronesi (2011)
- Ruggine, regia di Daniele Gaglianone (2011)
- Una commedia italiana che non fa ridere, regia di Luca D'Ascanio – cortometraggio (2012)
- Meglio se stai zitta, regia di Elena Burika – cortometraggio (2013)
- The Audition, regia di Michael Haussman – cortometraggio (2013)
- Smetto quando voglio, regia di Sydney Sibilia (2014)
- Una donna per amica, regia di Giovanni Veronesi (2014)
- Una morte annunciata, regia di Valerio Groppa – cortometraggio (2014)
- La terra dei santi, regia di Fernando Muraca (2015)
- La scelta, regia di Michele Placido (2015)
- La settima onda, regia di Massimo Bonetti (2015)
- Mi chiamo Maya, regia di Tommaso Agnese (2015)
- Promiseland - Terra promessa, regia di Francesco Colangelo – cortometraggio (2015)
- Un'altra storia, regia di Dario Piana – cortometraggio (2015)
- Era d'estate, regia di Fiorella Infascelli (2016)
- Giochi di ruolo: Role playing games, regia di Francesco Colangelo – cortometraggio (2016)
- L'ombra di Caino, regia di Antonio De Palo – cortometraggio (2016)
- Smetto quando voglio - Masterclass, regia di Sydney Sibilia (2017)
- Smetto quando voglio - Ad honorem, regia di Sydney Sibilia (2017)
- L'eroe, regia di Andrea De Sica – cortometraggio (2017)
- A casa tutti bene, regia di Gabriele Muccino (2018)
- Quanto basta, regia di Francesco Falaschi (2018)
- Moschettieri del re - La penultima missione, regia di Giovanni Veronesi (2018)
- Dolcissime, regia di Francesco Ghiaccio (2019)
- Le Abiuratrici, regia di Antonio De Palo – cortometraggio (2019)
- E noi come stronzi rimanemmo a guardare, regia di Pif (2021)
- Sophia!, regia di Marco Spagnoli – documentario (2022)
- Dove sto domani, regia di Teo Mammucari (2022)
- Quando, regia di Walter Veltroni (2023)
- The Cage - Nella gabbia, regia di Massimiliano Zanin (2023)

### Televisione
- Anita Garibaldi, regia di Claudio Bonivento – miniserie TV (2012)
- Una grande famiglia – serie TV (2013-2015)
- Maltese - Il romanzo del Commissario, regia di Gianluca Maria Tavarelli – miniserie TV (2017)
- Rocco Schiavone – serie TV (2019-in corso)
- L'Alligatore – serie TV, 8 episodi (2020)
- Bosé – miniserie TV, 6 episodi (2022)

## Teatro

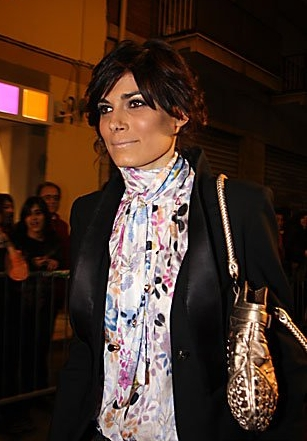
Valeria Solarino nel 2008

- Sogno di una periferia, regia di Aldo Turco (2001)
- Risveglio di primavera, regia di Marco Plini (2001)
- Amleto, regia di Walter Le Moli (2002)
- Raccontare l'inferno, regia di Ola Cavagna (2002)
- Inferno, regia di Mauro Avogadro (2002)
- Vasta è la prigione, regia di Mauro Avogadro (2003)
- Romeo e Giulietta, regia di Jean Christophe Sais (2003)
- Genio buono e genio cattivo, regia di Mauro Avogadro (2003)
- Vocazione/Set, regia di Gabriele Vacis (2004)
- La signorina Julie, di August Strindberg, regia di Valter Malosti (2010-2012)
- Palamede - L'eroe cancellato, regia di Alessandro Baricco (2015-2017)
- Una giornata particolare, di Ettore Scola e Ruggero Maccari, regia di Nora Venturini (2016-2018)
- Misantropo, regia di Nora Venturini (2018-2020)
- Gerico Innocenza Rosa, testo e regia di Luana Rondinelli (2021-2022)
- Perfetti sconosciuti, testo e regia di Paolo Genovese (2023-2025)

## Videoclip
- Solo3min, del gruppo italiano Negramaro (2005)
- Attimo, della cantante italiana Gianna Nannini, regia di Cosimo Alemà (2009)

## Ebook
- Sogni da raccontare. 7 fiabe, OVS supports Save the Children, 2014

## Riconoscimenti
- 2008 – David di Donatello
  - Candidatura alla migliore attrice protagonista per Signorina Effe